# قاسم الرامي
قاسم الرامي وشهرته ابن راوية (1110 - 1186 هـ / 1699 - 1772 م) هو شاعر من أهل الموصل.
هو قاسم الملقب بالرامي بن مراد بن الحاج محمد راوية بن الحاج حسين. كان حنفي المذهب، وماتريدي الاعتقاد. كتب عنه القس سليمان الصائغ وقال «من أهل الطريقة الصوفية، ومن مقدميها وكان يصحب شيوخها ويحدو لهم لأنه كان موسيقيا خبيرا بالنغمات والنقرات، وكان شاعرا مجيدا برع خاصة في نظم الألغاز الدقيقة الطريفة، وأكثر شعره في المدائح النبوية على شكل الصوفيات».
عاصر الوالي الحاج حسين باشا ألجليلي وشعراء اخر منهم حسن عبد الباقي ،ومحمد بن مصطفى الغلامي، وعثمان بكتاش.

## آثاره
- الديوان المجموع للشيخ قاسم الرامي الموصلي الشهير بابن راوية (1110 – 1186 هـ) / تحقيق علي عبدالله محمد خضر.- دمشق: أمل الجديدة للنشر، 1440 هـ، 2019 م، 188ص.